# Les Fabuleuses Aventures du légendaire baron de Münchausen
Pour les articles homonymes, voir Münchhausen.
Pour plus de détails, voir Fiche technique et Distribution.
Les Fabuleuses Aventures du légendaire baron de Münchausen est un long métrage d'animation français de Jean Image sorti en 1978, inspiré des aventures du baron de Münchhausen. Le film adapte des épisodes du livre de Gottfried August Bürger. Il a eu une suite, intitulée Le Secret des Sélénites.

## Synopsis
Le baron de Münchhausen a coutume de réunir ses amis pour leur raconter ses exploits imaginaires.

## Fiche technique
- Titre : Les Fabuleuses Aventures du légendaire baron de Münchausen[1]
- Réalisation : Jean Image
- Scénario : Jean Image et France Image
- Musique : Michel Legrand
- Montage : Per Olaf Csongova
- Son : Paul Bertault
- Studios d'animation : Studio Jean Image, Cartoon Farm, Pannonia Film (Budapest)
- Société de production : Films Jean Image
- Pays de production :  France
- Langue originale : français
- Format : couleurs (Eastmancolor) - son mono
- Durée : 78 minutes
- Date de sortie :
  - France : 24 octobre 1979

## Distribution des voix
- Dominique Paturel : le baron de Münchhausen
- Michel Elias : le Pacha
- Francine Lainé : Irena
- Christian Duvaleix : Jécoute
- Jacques Marin : Hercule
- Michel Modo : Cavallo
- Alexandre Rignault : Ouragane
- Maurice Chevit : Nemrod
- Olivier Hussenot : Le Mamamouchi
- René Bériard
- Maurice Ducasse
- Jacques Ferrière
- Serge Lhorca
- Robert Rollis

## Distinctions
- Primé[Quoi ?] au Festival international du film de Moscou 1979[réf. nécessaire]